# Задача Пипса
Задача Ньютона-Пипса или же Задача Пипса — вероятностная задача, касающаяся вероятности выпадения шестерок из определенного количества игральных костей.

В 1693 году Сэмюэл Пипс и Исаак Ньютон вели переписку по поводу проблемы, поставленной перед Пипсом школьным учителем по имени Джон Смит. Проблема заключалась в:
Какое из следующих трех предложений имеет наибольшие шансы на успех?
A. Шесть честных кубиков бросаются независимо друг от друга, и выпадает по крайней мере одна цифра «6».
B. Двенадцать честных кубиков бросаются независимо и выпадают по крайней мере две «6».
C. Восемнадцать честных кубиков бросаются независимо и выпадают по крайней мере три «6».

Сэмюэл Пипс изначально думал, что результат C имеет наибольшую вероятность, но Исаак Ньютон правильно заключил, что результат A на самом деле имеет наибольшую вероятность.

## Решение
Вероятности исходов A, B и C равны:
Эти результаты могут быть получены путем применения биномиального распределения (хотя Ньютон получил их из первых принципов). В общем случае, если P(n) — вероятность выпадения по крайней мере n шестерок из 6n кубиков, то:
По мере роста n P(n) монотонно уменьшается к асимптотическому пределу 1/2.

## Пример в R
Решение, изложенное выше, может быть реализовано в R следующим образом:
```
для (s в 1:3) {          
# ищем s = 1, 2 или 3 шестерки

  n = 6*s                 
# ... в n = 6, 12 или 18 кубиках

  q = pbinom(s - , n, 1/6) 
# q = Prob( < s шестерок в n кубиках)

  cat("Вероятность не менее", s, "шестерка в", n, "честные кости":, 1-q, "\n")
}
```

## Объяснение Ньютона
Хотя Ньютон правильно рассчитал шансы каждой ставки, он предоставил Пипсу отдельное интуитивное объяснение. Он представил, что B и C бросают свои кости группами по шесть, и сказал, что A является наиболее благоприятным, потому что требуется 6 только за один бросок, в то время как B и C требуют 6 за каждый из своих бросков. Это объяснение предполагает, что группа не производит более одного 6, поэтому оно фактически не соответствует исходной задаче.

## Обобщения
Естественным обобщением задачи является рассмотрение n необязательно честных кубиков с p вероятностью того, что каждый кубик выберет 6 граней при броске (обратите внимание, что на самом деле количество граней кубика и то, какая грань должна быть выбрана, не имеет значения). Если r — это общее количество игральных костей, выбирающих 6 граней, то это вероятность того, что по крайней мере k правильных выборов при броске ровно n кубиков. Тогда исходную задачу Ньютона-Пипса можно обобщить следующим образом:
Пусть будут натуральными положительными числами s.t. . Тогда не меньше, чем для всех n, p, k?
Обратите внимание, что при таком обозначении исходная задача Ньютона-Пипса читается как: является ?
Как отмечено в работе Рубина и Эванса (1961), не существует единообразных ответов на обобщенную задачу Ньютона-Пипса, поскольку ответы зависят от k, n и p. Тем не менее, существуют некоторые вариации предыдущих вопросов, которые допускают единообразные ответы:
(из Чаунди и Булларда (1960)):
Если являются положительными натуральными числами, и, то .
Если являются положительными натуральными числами, и, то .
(из Вараньоло, Пиллонетто и Шенато (2013)):
Если являются положительными натуральными числами, и тогда .